# Торкрет-бетон
Торкрет-бетон (англ. gunite, air-placed concrete; нім. Torkretbeton m, Spritzbeton m) — матеріал, що утворюється внаслідок нанесення на поверхню за допомогою стисненого повітря розчину з суміші цементу (марки не нижче 400), дрібних класів заповнювача (до 8 мм) та води. Вологість торкету 9,5-10,5%. Має підвищену міцність схоплювання з поверхнею та швидкість твердіння. Застосовується для виготовлення тонкостінних залізобетонних конструкцій, кріплення тунелів, гідроізоляції тощо.